# Сукхумвит (линия метро, Бангкок)
Сукхумвит (тайск. รถไฟฟ้าบีทีเอส สายสุขุมวิท) - надземная линия метро системы  BTS Skytrain в Бангкоке, Таиланд. На март 2021 года состоит из 47 станций, длина маршрута 53,58 км. Время в пути - 88 минут. На части станций линии установлены автоматические платформенные ворота.

## История
Линия была открыта в декабре 1999 года с 17 станциями на участке N8 (Мочит) — E9 (Оннут).

### I Восточное расширение
- Станции с E10 (Оннут) по E14 (Бэринг) запущены 12 августа 2011 (5,25 км)
- Станция  E15 (Самронг) запущена 3 апреля 2017 (1,8 км)

### II Восточное расширение
6 декабря 2018 года было запущено движение по отрезку длиной около 11км между станциями E15 "Самронг" и E23 "Кхеха".
Для проезда через станцию "Самронг" необходимо сделать пересадку. Проезд до 16 апреля 2018 года по этому участку был бесплатный.

### I Северное расширение
План I северного расширения состоял из двух этапов:
1. Расширение длиной 11,4 км, включающее 12 станций (N9-N20) было запланировано к строительству к 2008 году.
2. Расширение длиной 7,5 км, включающее 4 станции (N21-N24) было запланировано к строительству к 2013 году.

Реализация плана:
1. Станция N9 запущена 9 августа 2019 года.
2. Станции с N10 по N13 запущены 4 декабря 2019 года (3,2 км).
3. Станции с N14 по N17 запущены 5 июня 2020 года (4,2 км).

Последний участок I северного расширения был запущен в декабре 2020 года.

## Станции
На линии большая часть станций с боковыми платформами, за исключением небольшого числа станций с островными платформами: E15, CEN, N9, N17. Пересадочная станция CEN (Саям) имеет два этажа с платформами. Станции N6 не существует.

### Нетипичные станции

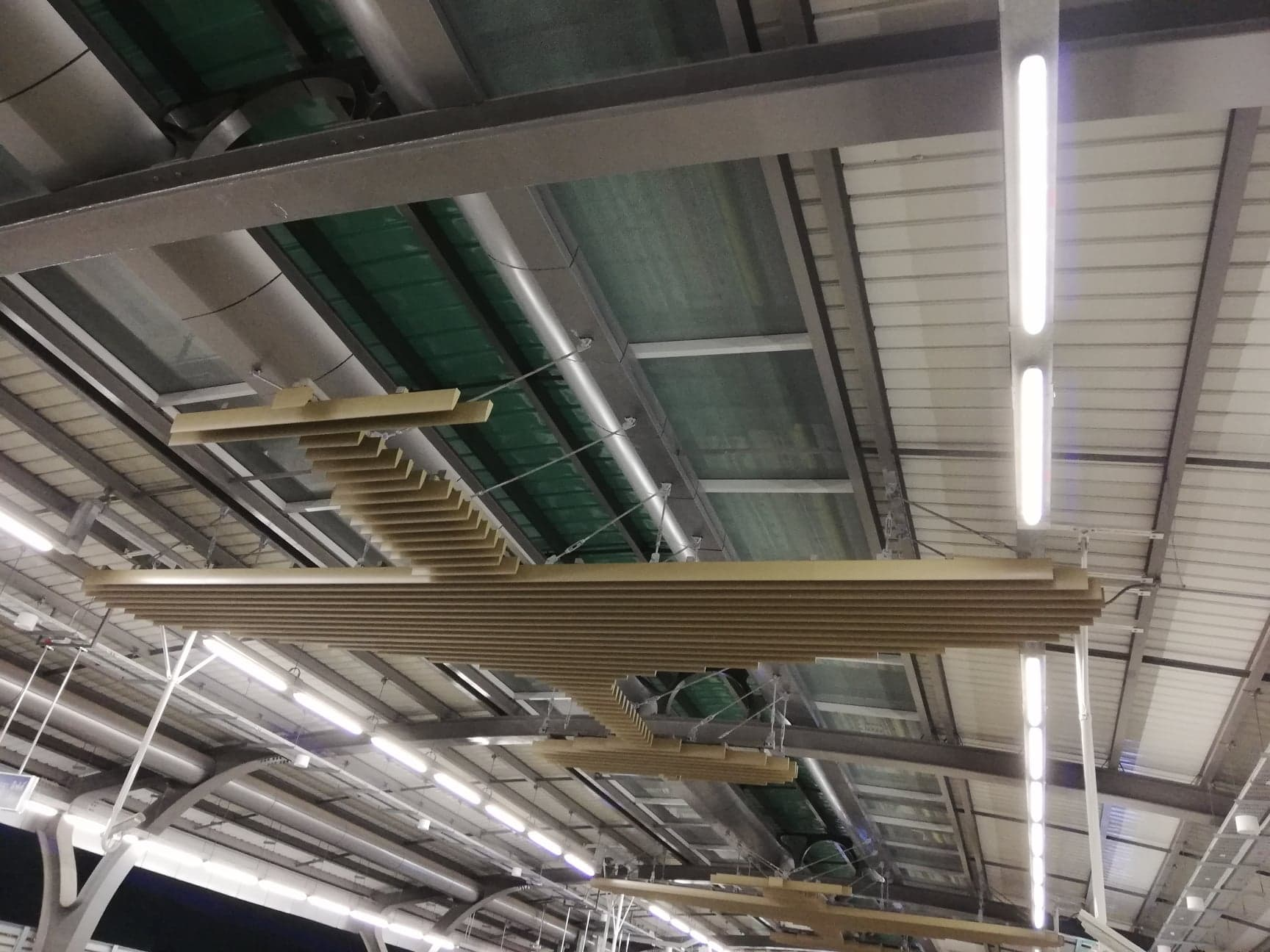
Станция N22 с декором посвященным авиации
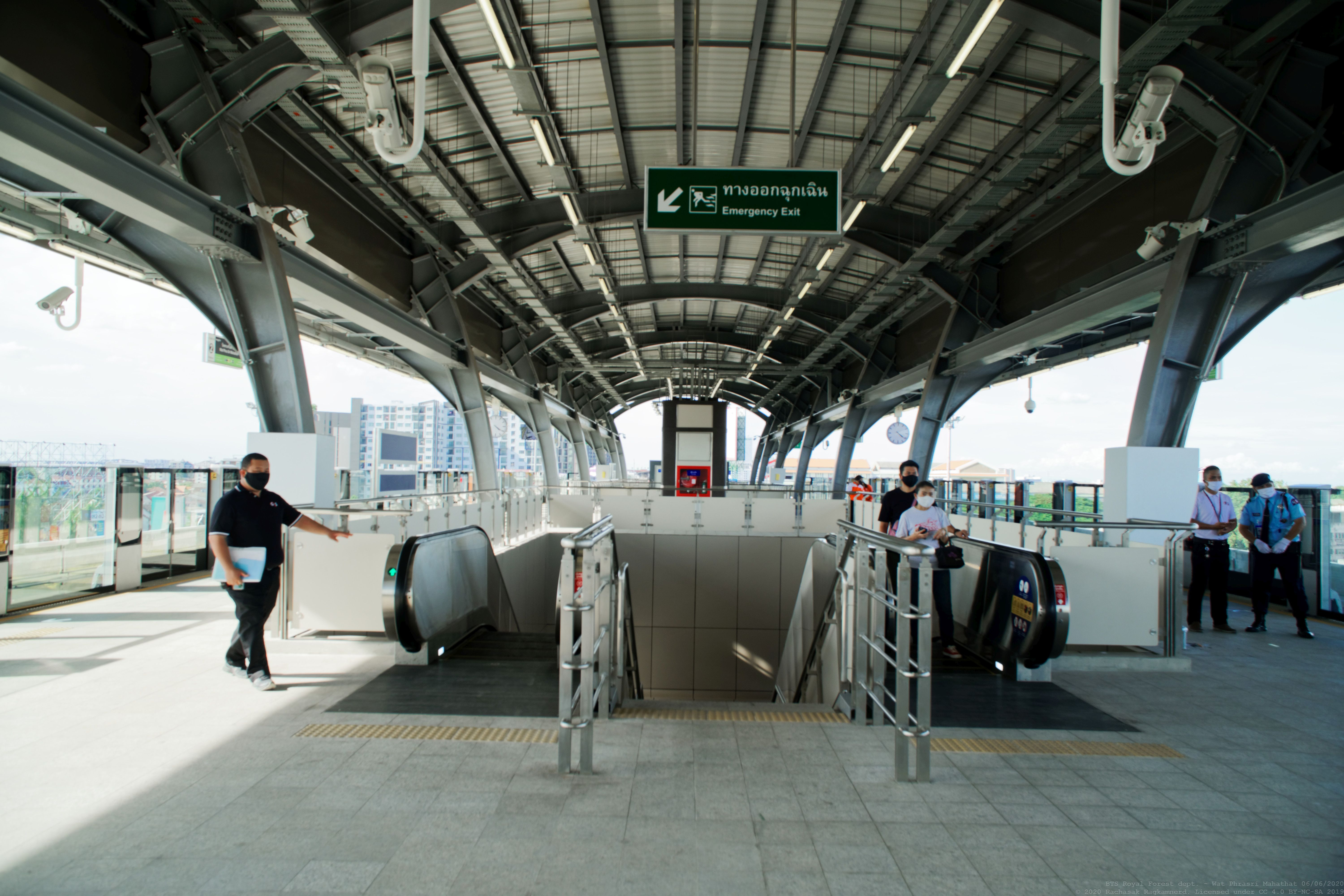
N17
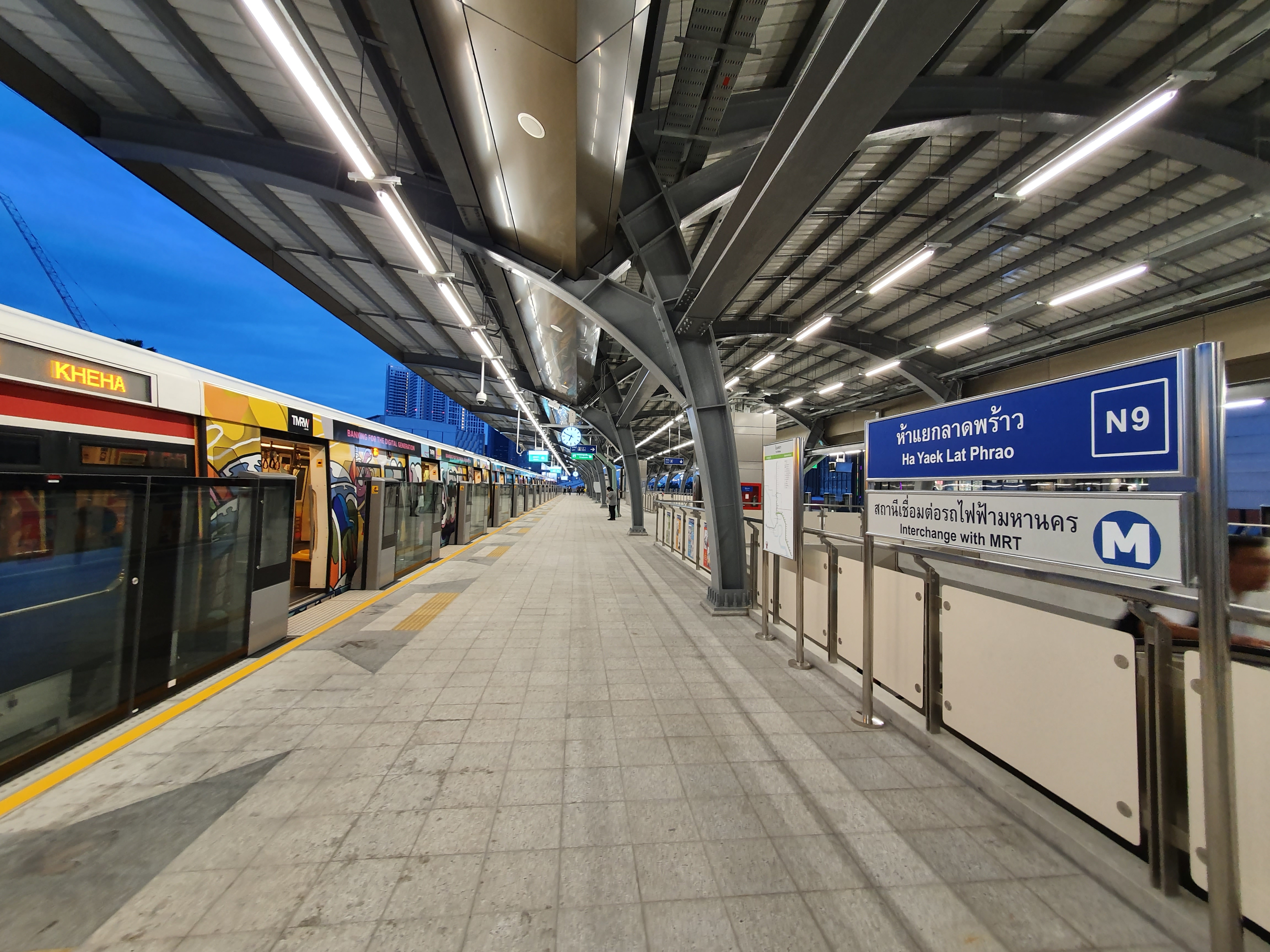
N9
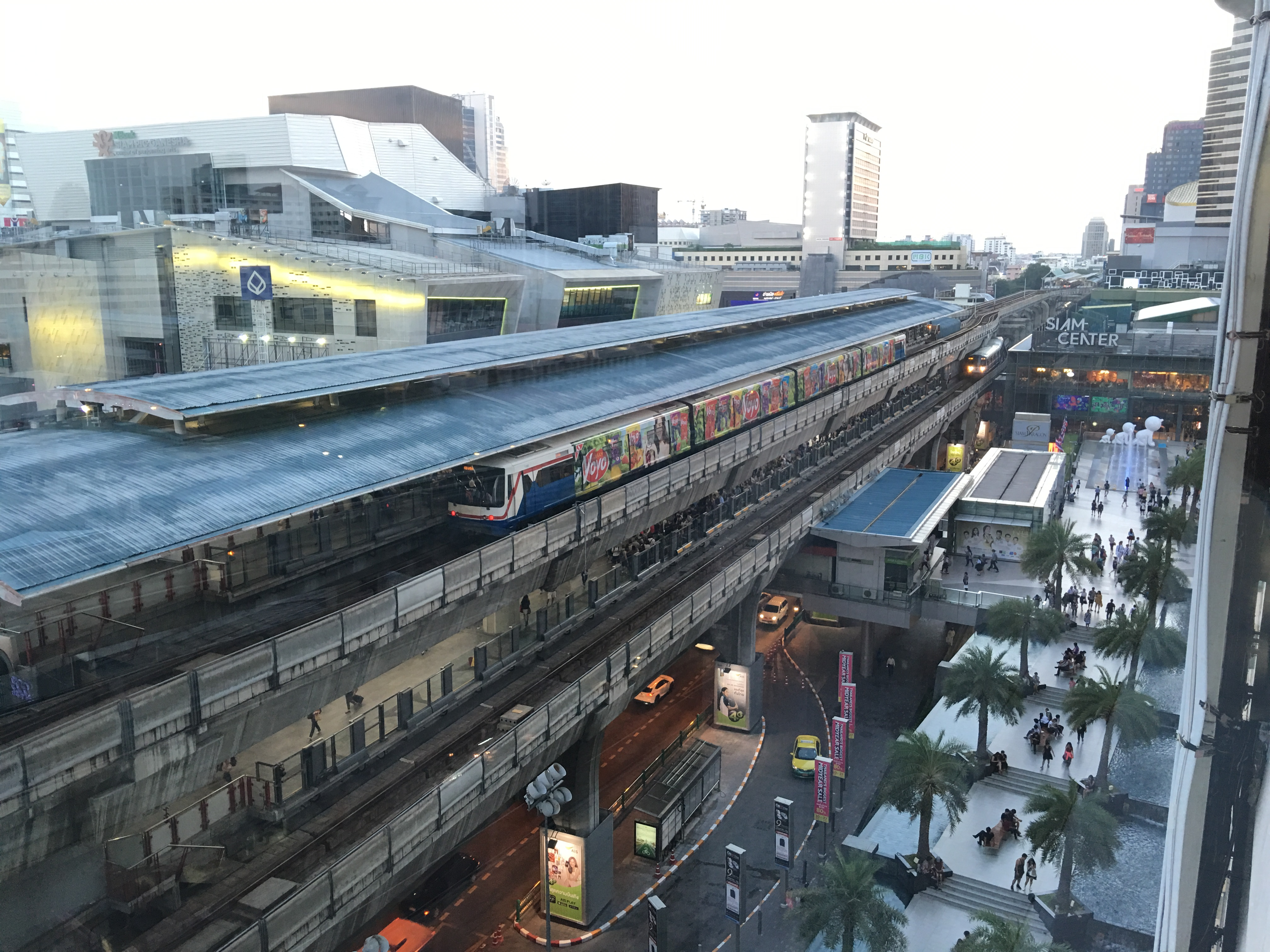
CEN-Siam
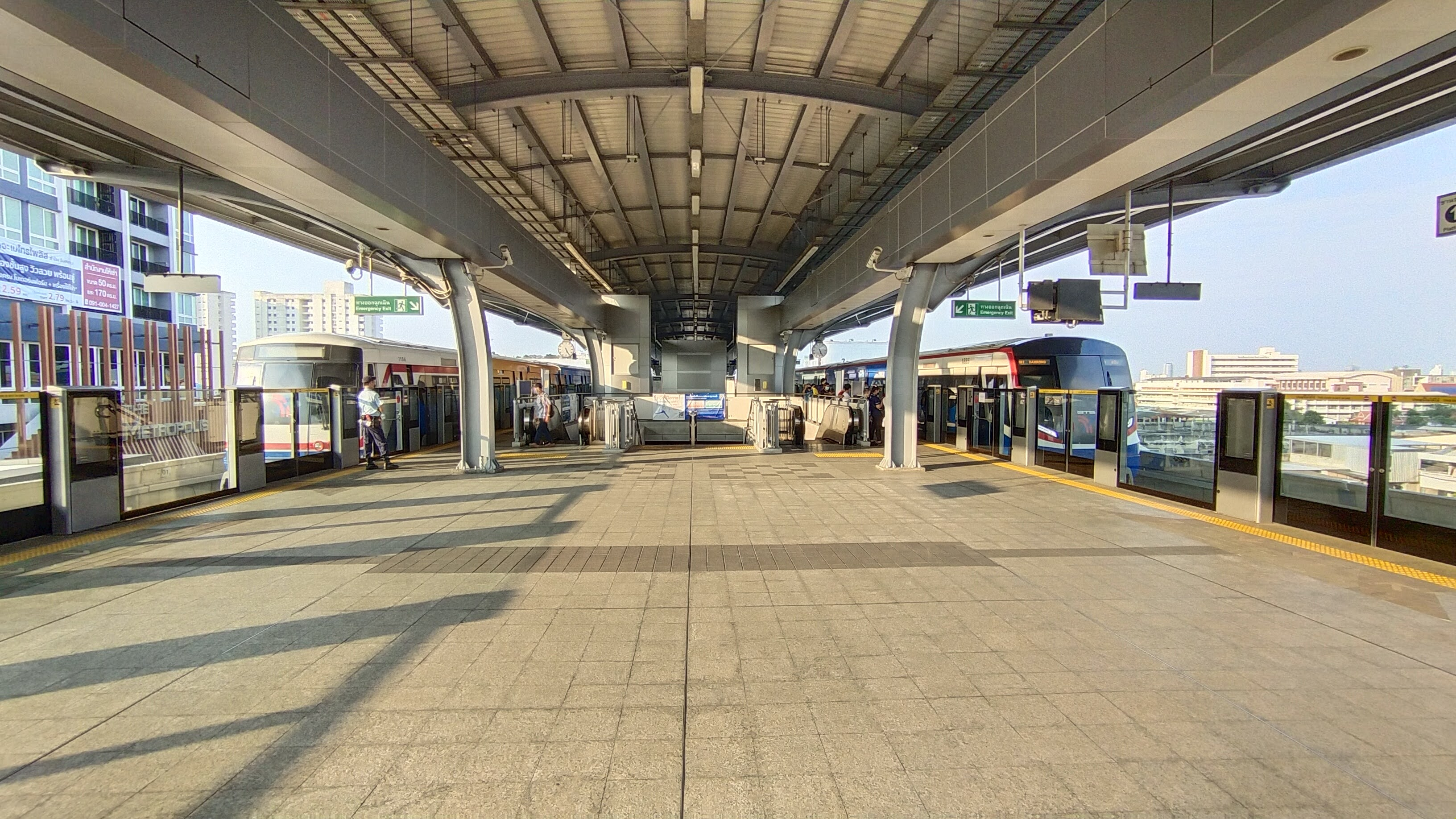
E15

### Типовые станции

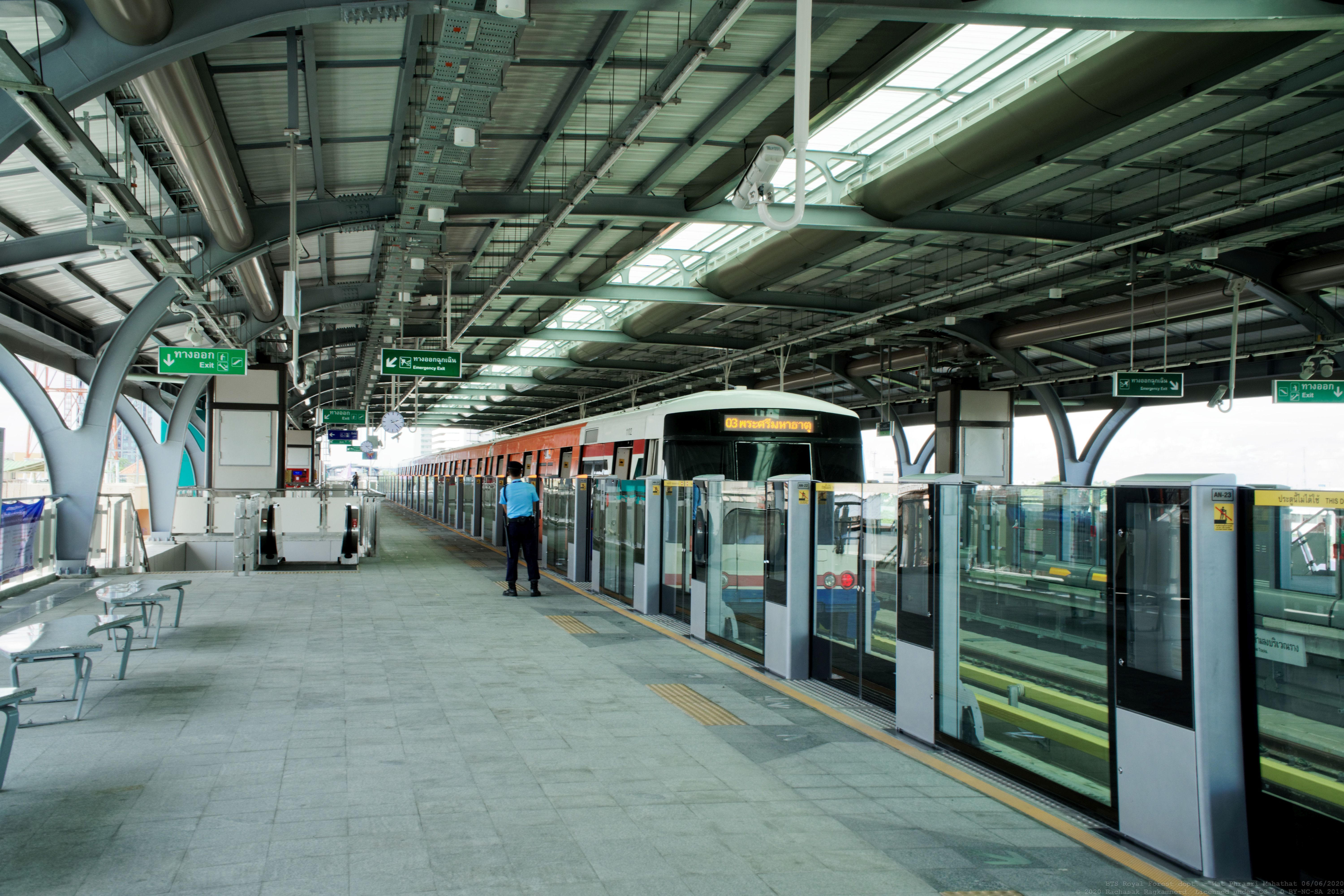
Тип станций N10-N16, N18-N21, N23, N24 на примере станции N14
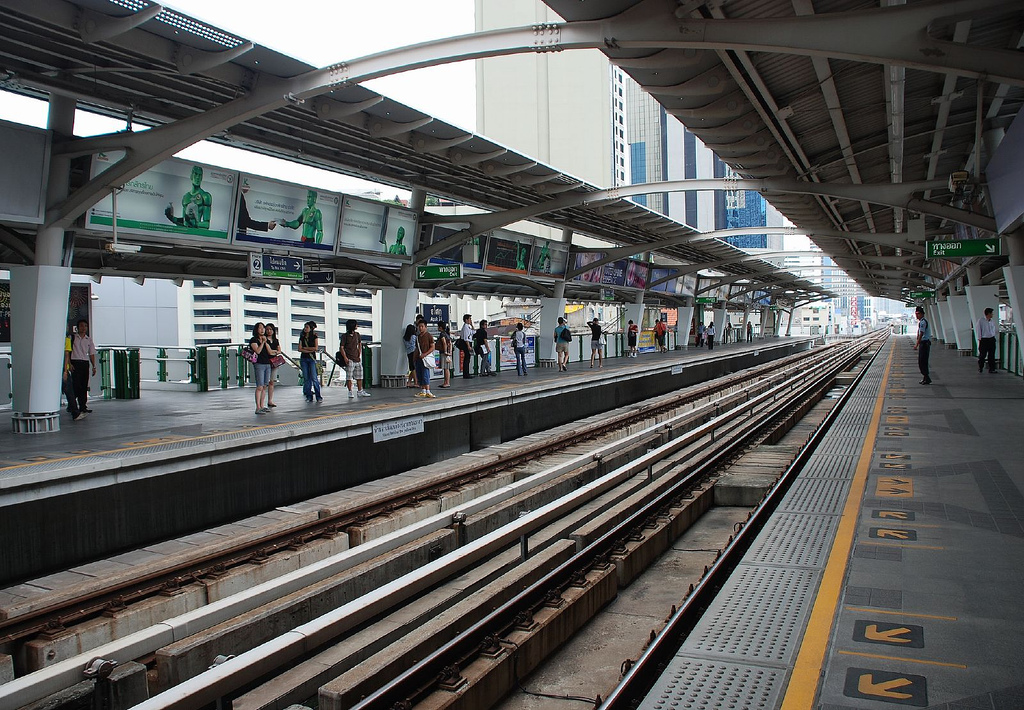
Тип станций ядра системы N1-N8, E1-E9 на примере станции E4
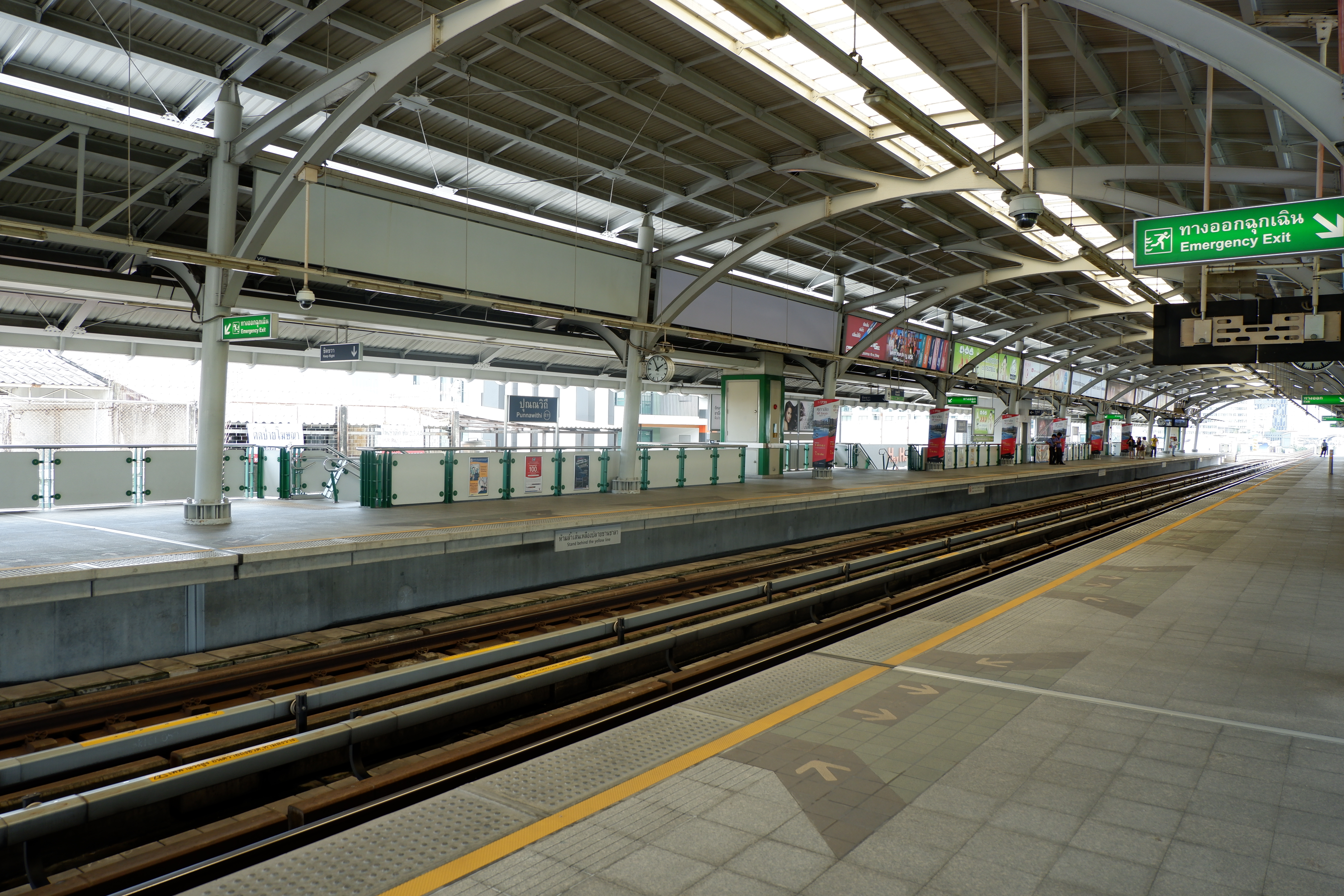
Тип станций E10-E14 на примере станции E11
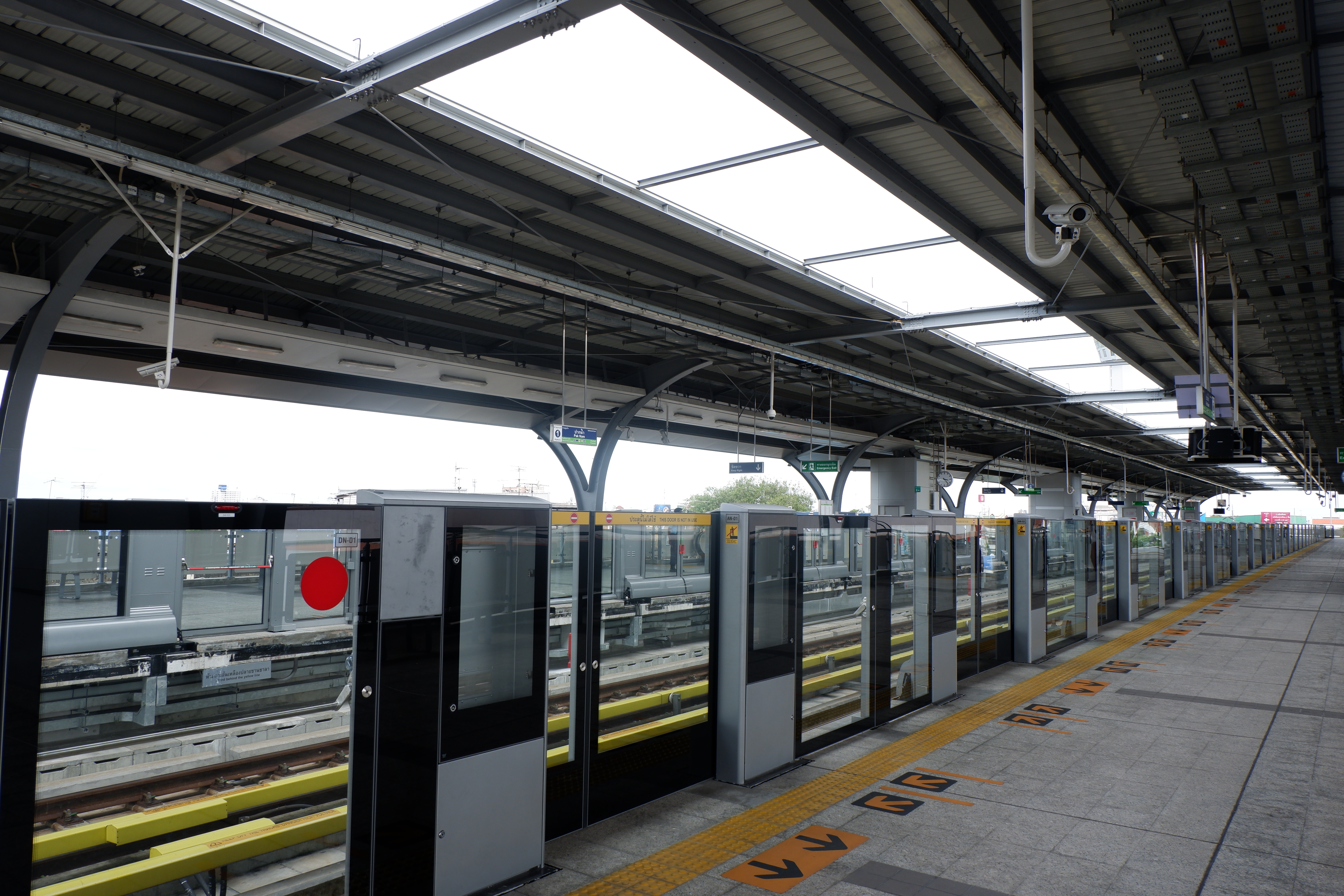
Тип станций E17, E19, E20, E23  на примере станции E19
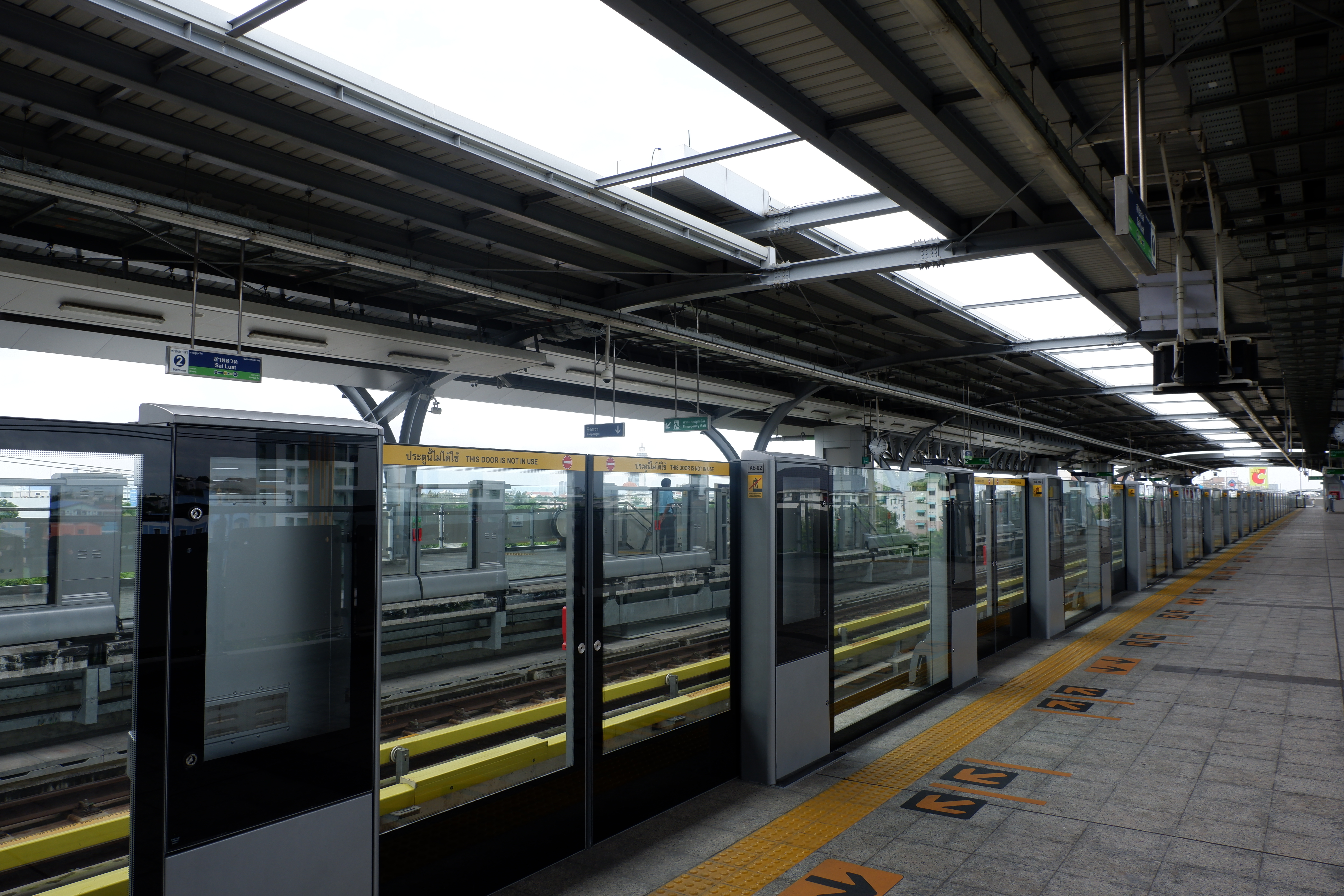
Тип станций E16, E18, E21, E22  на примере станции E22

### Участок открыт 16 декабря 2020 года
Кхукхот (тайск. คูคต, англ. Khu Khot) 
 Йэк "КПО" (тайск. แยก คปอ, англ. Yaek Kor Por Aor) аббревиатура "คปอ."  в данном случае означает на английском "AOC" и расшифровывается в английском, как "Air Operations Center", что можно в данном случае на русский перевести как "Центр управления полетами ВВС Таиланда". Именно в честь этого центра и названа расположенная в непосредственной близости станция.
 Музей королевских военно-воздушных сил Таиланда(тайск. พิพิธภัณฑ์กองทัพอากาศ, англ. Royal Thai Air Force Museum)
 Госпиталь Пхумипона Адульядета (тайск. โรงพยาบาลภูมิพลอดุลยเดช, англ. Bhumibol Adulyadej Hospital)
 Сапханмай (тайск. สะพานใหม่, англ. Saphan Mai)
 Сайют(тайск.  สายหยุด, англ. Sai Yud) 
 Пхахонйотхин 59 (тайск. พหลโยธิน 59, англ. Phahon Yothin 59)

### Участок открыт 5 июня 2020 года
Ват Пхра Си Махатхат (тайск. วัดพระศรีมหาธาตุ, англ. Wat Phra Sri Mahathat). В 2023 году открыта пересадка на  MRL .
 11-й пехотный полк (тайск. กรมทหารราบที่ 11, англ. 11th Infantry Regiment).
 Бангбуа (тайск. บางบัว, англ. Bang Bua).
 Королевский департамент лесов (тайск. กรมป่าไม้, англ. Royal Forest Department).

### Участок открыт 4 декабря 2019 года
Университет Касетсат (тайск. มหาวิทยาลัยเกษตรศาสตร์ (Маха Виттайалай Касетсат), англ. Kasetsart University).
 Сенаникхом (тайск. เสนานิคม, англ. Sena Nikhom).
 Рачайотхин (тайск. รัชโยธิน, англ. Ratchayothin).
 Пхахонйотхин 24 (тайск. พหลโยธิน 24, англ. Phahon Yothin 24).

### Участок открыт 9 августа 2019 года
Хайэклатпхрау (тайск. ห้าแยกลาดพร้าว, англ. Ha Yaek Lat Phrao. Пересадка на  MRT  — станция Пханонйотхинt).

### Центральное ядро
Мочит (тайск. หมอชิต, англ. Mo Chit). Пересадка на  MRT  — станция Парк Чатучак
 Сапханкхвай (тайск. สะพานควาย, англ. Saphan Khwai).
 - название зарезервировано для еще не построенной станции.
 Ари (тайск. อารีย์, англ. Ari).
 Санампау (тайск. สนามเป้า, англ. Sanam Pao).
 Монумент победы  (тайск. อนุสาวรีย์ชัยสมรภูมิ, англ. Victory Monument).
 Пхаятхай (тайск. พญาไท, англ. Phaya Tha). Пересадка на   ARL  в аэропорт Суварнабхуми
 Ратчатхеви (тайск. ราชเทวี, англ. Ratchathewi).
 Саям (тайск. สยาม, англ. Siam).Пересадка на  BTS 
 Читлом (тайск. ชิดลม, англ. Chit Lom).
 Пхленчит (тайск. เพลินจิต, англ. Phloen Chit).
 Нана (тайск. นานา, англ. Nana).
 Асок(тайск.  อโศก, англ. Asok). пересадка на  MRT  — станция Сукхумвит
 Пхромпхонг (тайск. พร้อมพงศ์, англ. Phrom Phong).
 Тхонгло (тайск. ทองหล่อ, англ. Thong Lo).
 Эккамай (тайск. เอกมัย, англ. Ekkamai).
 Пхракханонг (тайск. พระโขนง, англ. Phra Khanong).
 Оннут (тайск. อ่อนนุช, англ. On Nut).

### Участок открыт 12 августа 2011
Бангчак (тайск. บางจาก, англ. Bang Chak).
 Пуннавитхи (тайск. ปุณณวิถี, англ. Punnawithi).
 Удомсук (тайск. อุดมสุข, англ. Udom Suk).
 Бангна (тайск. บางนา, англ. Bang Na).
 Бэринг (тайск. แบริ่ง, англ. Bearing).

### Участок открыт 3 апрель 2017
Самронг (тайск. สำโรง, англ. Samrong). В 2023 году октрыта пересадка на  MRL . В шаговой доступности — торговый центр Imperial World.

### Участок открыт 6 декабря 2018[3]
Пучау (тайск. ปู่เจ้า, англ. Pu Chao). В шаговой доступности — Big С Supercenter
 Чанг Эраван (тайск. ช้างเอราวัณ, англ. Chang Erawan). В шаговой доступности — Музей Эраван
 Ронгрейн Най Руа (тайск. โรงเรียนนายเรือ, англ. Royal Thai Naval Academy). В шаговой доступности — Морская академия и морской музей
 Пакнам (тайск. ปากน้ำ, англ. Pak Nam). В шаговой доступности —  Мэрия Самутпракан, Политехнический колледж
 Синакхарин (тайск. ศรีนครินทร์, англ. Srinagarindra). В шаговой доступности — мост через канал Бангто, iMall
 Пхрэкса (тайск. แพรกษา, англ. Phraek Sa). В шаговой доступности — Торговый центр Robinson Lifestyle Center, Big C
 Сайлуат (тайск. สายลวด, англ. Sai Luat). 
 Кхеха (тайск. เคหะฯ, англ. Kheha). В шаговой доступности - перехватывающая парковка

## Перспективы

### II Северное расширение
Дальнейшее расширение длиной 9 км и включающее 4 станции запланировано к строительству к 2029 году и будет располагаться в провинции Патхумтхани,в ампхе Ламлукка.
|  |                                |                    |                     |  |  |  |
|  | Восточная кольцевая автодорога | Eastern Outer Ring | วงแหวนรอบนอกตะวันออก |  |  |  |
|  | Кхлонгха                       | Khlong Ha          | คลองห้า              |  |  |  |
|  | Кхлонгси                       | Khlong Si          | คลองสี่               |  |  |  |
|  | Кхлонгсам                      | Khlong Sam         | คลองสาม             |  |  |  |
|  |                                |                    |                     |  |  |  |

### III Восточное расширение
Дальнейшее расширение длиной 7 км, включающее 4 станции запланировано к строительству и  будет располагаться в провинция Самутпракан, в ампхе Мыанг Самутпракан.
|  |                |                |              |  |  |  |
|  | Савангкханиват | Sawangkhaniwat | สวางคนิวาส    |  |  |  |
|  | Мыанг Боран    | Mueang Boran   | เมืองโบราณ    |  |  |  |
|  | Сичанпрадит    | Sichanpradit   | ศรีจันทร์ประดิษฐ์ |  |  |  |
|  | Бангпу         | Bang Pu        | บางปู         |  |  |  |
|  |                |                |              |  |  |  |